# دهستان گونی غربی
دهستان گونی غربی یکی از دهستان‌های استان آذربایجان شرقی است که در بخش تسوج شهرستان شبستر واقع شده‌است.